# Bifosfammite
La bifosfammite è un minerale.

## Descrizione del cristallo
La bifosfammite è un minerale di colore marrone, grigio o/e bianco con sfumature bianche, possiede una diafania che passa dal trasparente al traslucido e una lucentezza quasi vitrea. Inoltre la sua sfaldatura è nulla, la densità è di 2,04 g/cm³ e la durezza Mohs è 1-2, indicativamente tra talco e gesso.

## Depositi
I principali depositi di bisfosfamite sono in Australia (grotta di Wooltana, Australia meridionale e nella contea di Dundas, Australia occidentale), nelle Bahamas (Isola di Watling) e in Botswana (Ngamiland).